# Guzmania sanguinea
Guzmania sanguinea är en gräsväxtart som först beskrevs av Éduard-François André, och fick sitt nu gällande namn av Éduard-François André och Carl Christian Mez. Guzmania sanguinea ingår i släktet Guzmania och familjen Bromeliaceae.

## Underarter
Arten delas in i följande underarter:
- G. s. brevipedicellata
- G. s. comosa
- G. s. sanguinea

## Bildgalleri

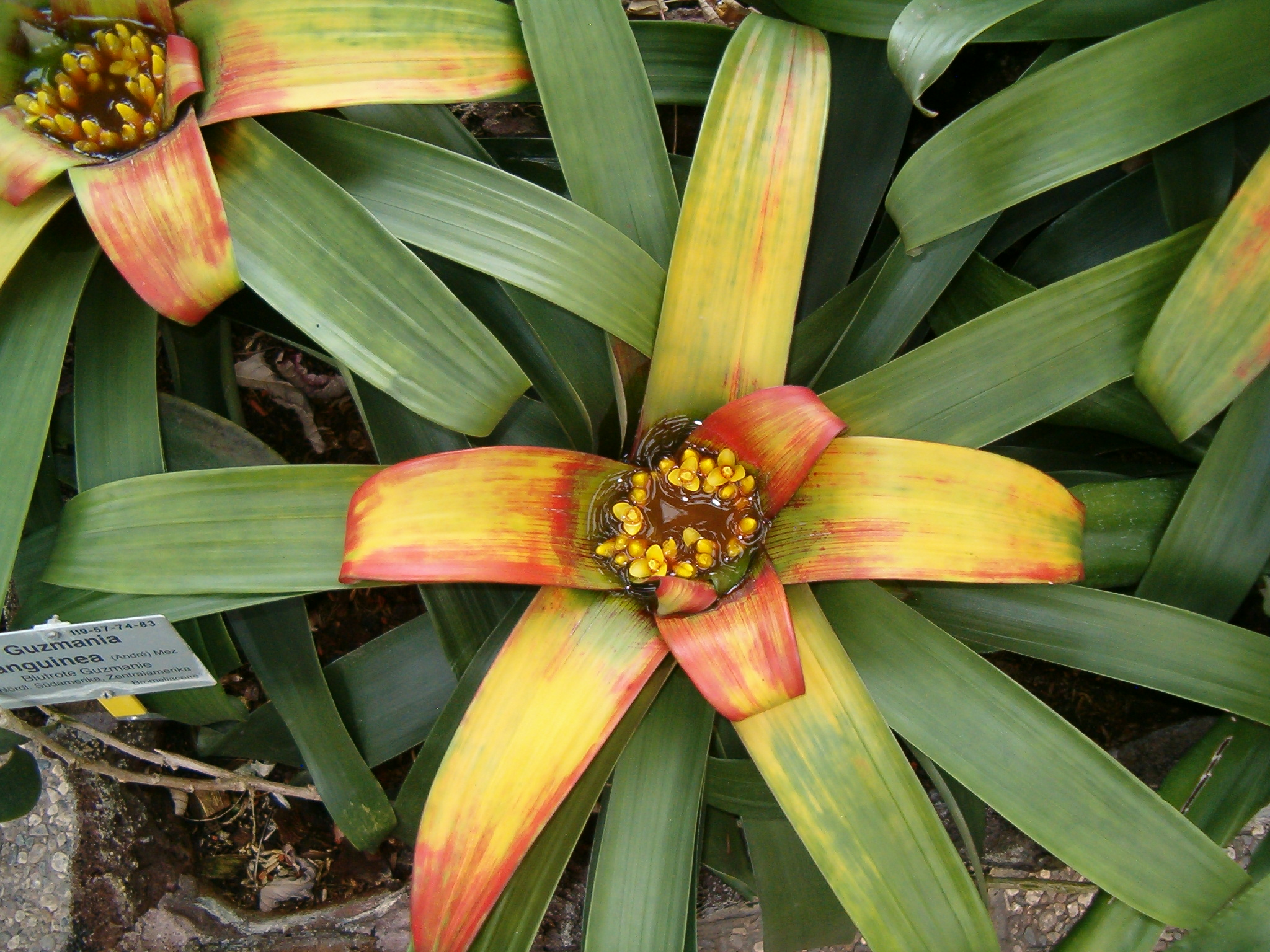
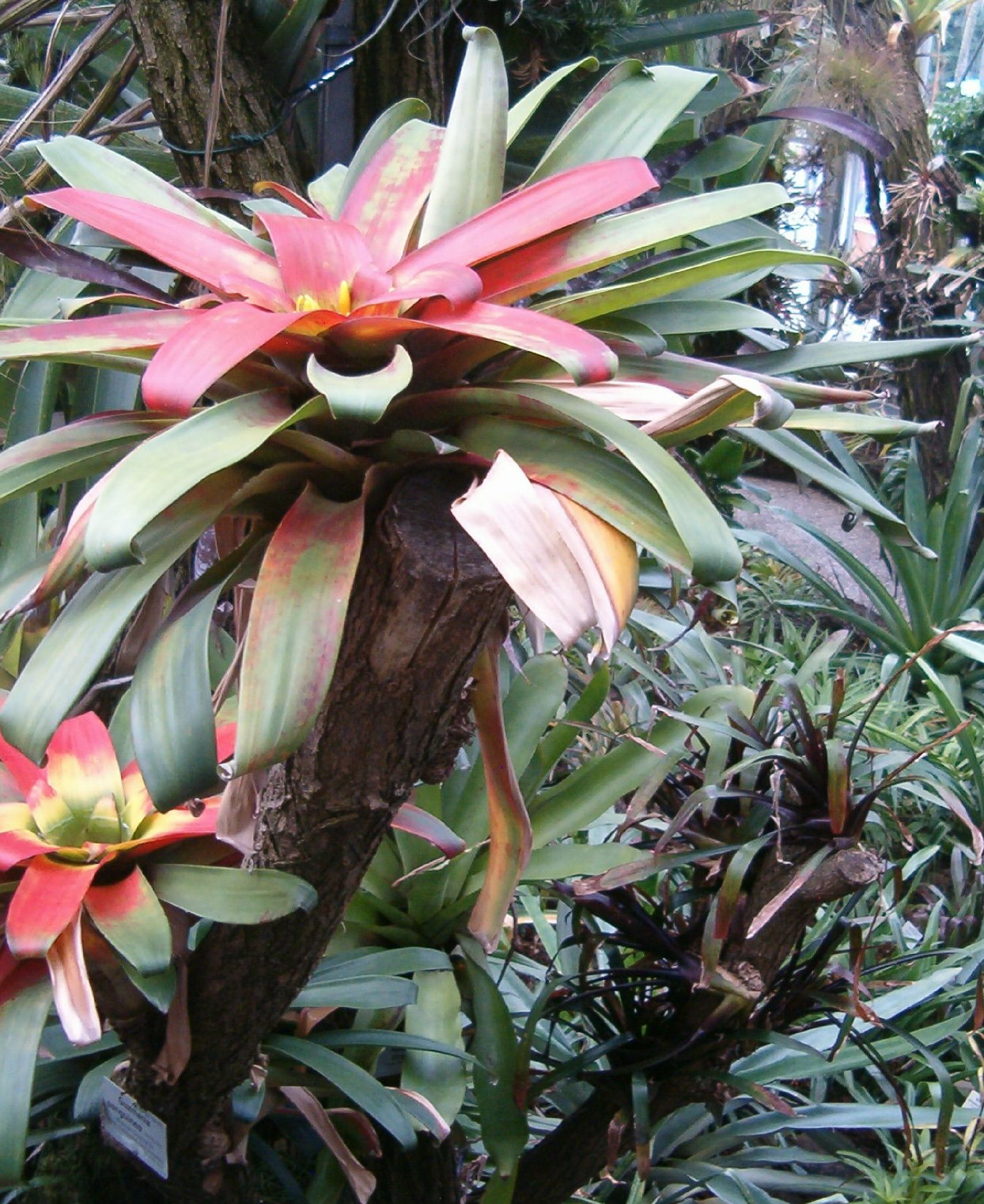
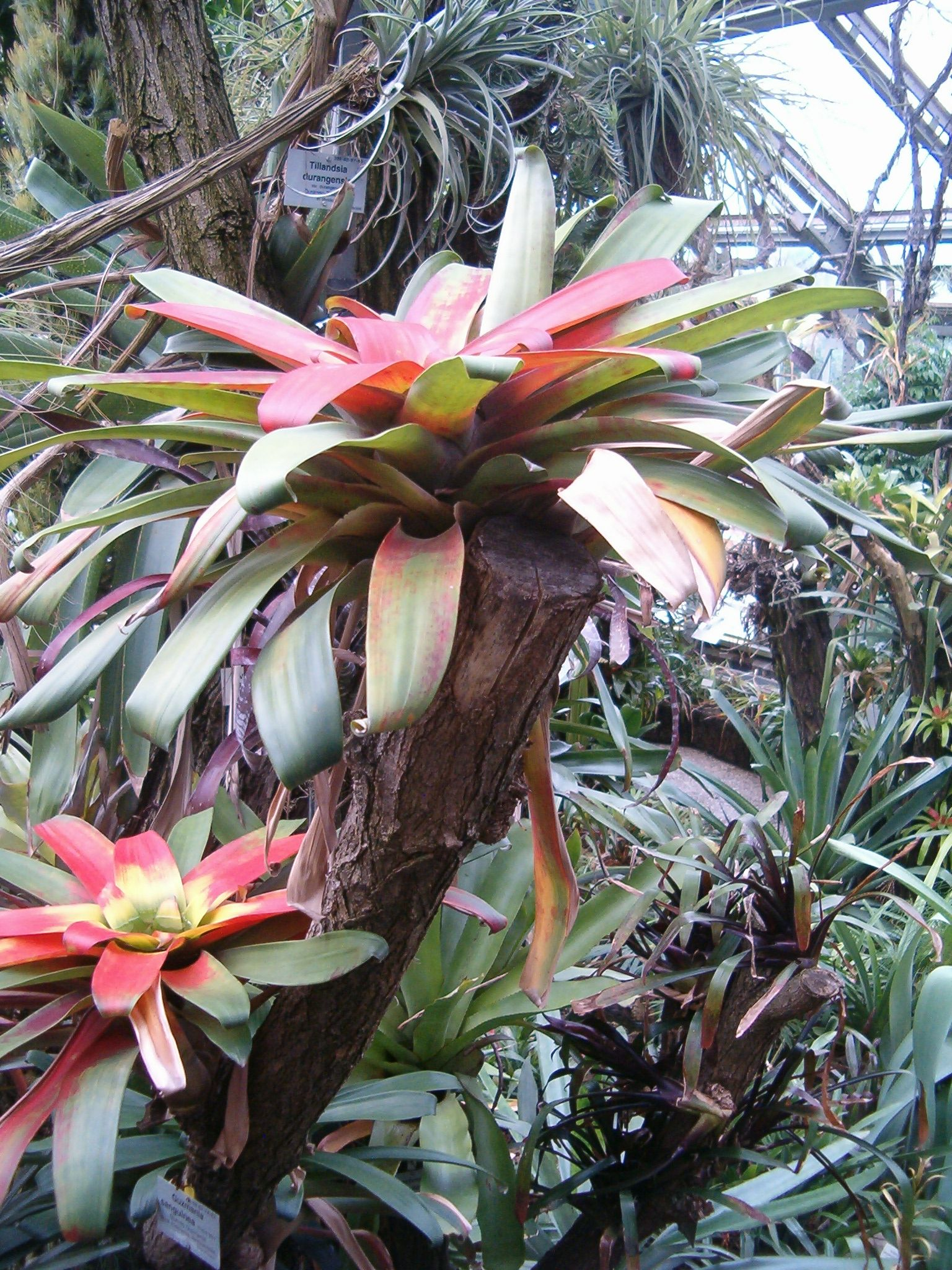